# باولو غوميز (لاعب كرة قدم)
باولو غوميز (بالبرتغالية: Paulo Jorge Sousa Gomes) هو لاعب كرة قدم برتغالي في مركز الوسط، ولد في 4 مارس 1975 في فيسيو في البرتغال. لعب مع أونياو ليريا وسبورتينغ براغا وفيتوريا دي غيماريش ونادي باسوش دي فيريرا ونادي تونديلا ونادي بينفايل وAcadémico de Viseu F.C. ‏ وديبورتيفا دي لوسادا ‏ وAtromitos Yeroskipou ‏.

## وصلات خارجية
- باولو غوميز (لاعب كرة قدم) على موقع قاعدة بيانات كرة القدم.إي يو (الإنجليزية)
- باولو غوميز (لاعب كرة قدم) على موقع عالم كرة القدم.نت (الإنجليزية)